# Амо, Антонио дель
Антонио дель Амо (исп. Antonio del Amo; 9 сентября 1911, Вальделагуна — 19 июня 1991, Мадрид) — испанский кинорежиссёр, сценарист и кинокритик.

## Биография
Антонио дель Амо пришёл в кинематограф в 30-е годы, работал кинокритиком в журналах «Популярные фильмы» и «Наше кино». Во время Гражданской войны снял несколько пропагандистских документальных фильмов для республиканцев. Был помещён в тюрьму за свою принадлежность к Коммунистической партии Испании и покинул кинематограф до второй половины 40-х годов. Помимо режиссёрской деятельности преподавал в Официальной киношколе и писал книги, среди которых «Всемирная история кино» (1945), «Кинематограф как язык» (1948) и «Эстетика монтажа» (1972). Умер от последствий автоаварии.

## Фильмография
- 1942: Hallazgo en Italica
- 1951: День за днём / Día tras día
- 1953: Puebla de las mujeres
- 1954: El pescador de coplas
- 1954: Проклятая гора / Sierra maldita (лауреат «Золотой раковины» МКФ в Сан-Себастьяне)
- 1956: El pequeño ruiseñor
- 1957: Saeta del ruiseñor
- 1958: El ruiseñor de las cumbres
- 1963: Las gemelas
- 1966: Un perro en órbita
- 1975: Матери-одиночки / Madres solteras